# Svenska mästerskapen i långbanesimning 2021
Svenska mästerskapen i långbanesimning 2021 ägde rum mellan den 30 juni och 4 juli 2021 på Simstadion Brottet i Halmstad. Det var sjätte gången Halmstad arrangerade SM efter att tidigare varit värd 1956, 1999, 2007, 2011 och 2013.
JSM och Para-SM arrangerades samtidigt som en del av mästerskapet.

## Medaljsummering

### Damer
| Gren            | Guld | Guld     | Silver | Silver   | Brons | Brons    |
| 50 m frisim     | Sofia Åstedt SK Elfsborg                                                                                         | 26,18    | Gloria Muzito Njurunda Simsällskap                                                                                           | 26,23    | Alma Thormalm Jönköpings SS                                                                                           | 26,39    |
| 100 m frisim    | Hanna Eriksson Jönköpings SS                                                                                     | 56,26    | Sofia Åstedt SK Elfsborg | 56,97    | Gloria Muzito Njurunda Simsällskap                                                                                    | 57,07    |
| 200 m frisim    | Hanna Eriksson Jönköpings SS                                                                                     | 2.01,32  | Hanna Bergman SK Poseidon | 2.01,95  | Alicia Lundblad Helsingborgs Simsällskap                                                                              | 2.02,89  |
| 400 m frisim    | Hanna Eriksson Jönköpings SS                                                                                     | 4.18,85  | Lucie Hanquet Göteborg Sim                                                                                                   | 4.21,58  | Emma Magnusson Linköpings Allmänna Simsällskap                                                                        | 4.22,71  |
| 800 m frisim    | Lucie Hanquet Göteborg Sim                                                                                       | 9.02,32  | Emma Magnusson Linköpings Allmänna Simsällskap                                                                               | 9.08,26  | Olivia Hansson Kiviks Simklubb                                                                                        | 9.11,28  |
| 1 500 m frisim  | Lucie Hanquet Göteborg Sim                                                                                       | 17.12,37 | Christine Ekman SK Neptun | 17.43,96 | Ebba Andersson Väsby Simsällskap                                                                                      | 17.59,44 |
|                 | |          | |          | |          |
| 50 m ryggsim    | Alma Thormalm Jönköpings SS                                                                                      | 29,63    | Alice Velden Solna Sundbyberg SS 04                                                                                          | 29,71    | Trine Forss Jönköpings SS                                                                                             | 29,80    |
| 100 m ryggsim   | Annie Hegmegi Jönköpings SS                                                                                      | 1.04,92  | Elise Öberg Njurunda Simsällskap                                                                                             | 1.05,29  | Josefin Ossmyr Södertörns SS                                                                                          | 1.05,58  |
| 200 m ryggsim   | Annie Hegmegi Jönköpings SS                                                                                      | 2.19,95  | Miranda Arvidsson Kalmar Simsällskap                                                                                         | 2.20,32  | Linnea Gipperth Spårvägen Simförening                                                                                 | 2.20,81  |
|                 | |          | |          | |          |
| 50 m bröstsim   | Cecilia Viberg Stockholms KK                                                                                     | 32,00    | Klara Thormalm Jönköpings SS                                                                                                 | 32,05    | Moa Bergdahl SK Laxen                                                                                                 | 32,41    |
| 100 m bröstsim  | Klara Thormalm Jönköpings SS                                                                                     | 1.09,61  | Moa Bergdahl SK Laxen | 1.10,56  | Cecilia Viberg Stockholms KK                                                                                          | 1.11,07  |
| 200 m bröstsim  | Moa Bergdahl SK Laxen                                                                                            | 2.35,24  | Hilja Schimmel Skövde Simsällskap                                                                                            | 2.35,67  | Julia Månsson Örebro Simallians                                                                                       | 2.36,30  |
|                 | |          | |          | |          |
| 50 m fjärilsim  | Ida Liljeqvist Helsingborgs Simsällskap                                                                          | 26,55    | Alma Thormalm Jönköpings SS                                                                                                  | 27,35    | Hanna Bergman SK Poseidon                                                                                             | 27,56    |
| 100 m fjärilsim | Hanna Eriksson Jönköpings SS                                                                                     | 1.01,31  | Ida Liljeqvist Helsingborgs Simsällskap                                                                                      | 1.02,39  | Hanna Bergman SK Poseidon                                                                                             | 1.02,53  |
| 200 m fjärilsim | Thea Brünjes Kiviks Simklubb                                                                                     | 2.19,04  | Mellie Wijk SK Laxen | 2.20,67  | Ida Swegmark Mölndals allmänna simsällskap                                                                            | 2.21,07  |
|                 | |          | |          | |          |
| 200 m medley    | Hanna Bergman SK Poseidon                                                                                        | 2.20,08  | Annie Hegmegi Jönköpings SS                                                                                                  | 2.21,50  | Emilia Rönningdal Simklubben S 71                                                                                     | 2.22,26  |
| 400 m medley    | Christine Ekman SK Neptun                                                                                        | 4.57,65  | Lucie Hanquet Göteborg Sim                                                                                                   | 4.57,85  | Tea Winblad Malmö Kappsimningsklubb                                                                                   | 5.00,57  |
|                 | |          | |          | |          |
| 4×100 m frisim  | Jönköpings SS Hanna Eriksson (57,30) Klara Thormalm (56,38) Alma Thormalm (57,20) Wilma Johansson (58,88)        | 3.49,76  | Malmö Kappsimningsklubb Sofia Henningsson (1.00,09) Magdalena Kuras (59,14) Mollie Morfelt (58,57) Anna Grahovac (58,70)     | 3.56,50  | Väsby Simsällskap Tova Andersson (58,81) Ebba Andersson (1.00,54) Josefin Lindkvist (58,48) Maxine Egner (58,86)      | 3.56,69  |
| 4×200 m frisim  | Jönköpings SS Wilma Johansson (2.09,34) Moa Holmquist (2.06,99) Hanna Eriksson (2.03,44) Annie Hegmegi (2.08,69) | 8.28,46  | Helsingborgs Simsällskap Sabina Alman (2.09,10) Alicia Lundblad (2.04,83) Tyra Littorin (2.10,49) Vega Vollmer (2.08,73)     | 8.33,15  | SK Neptun Molly Rantil (2.09,42) Christine Ekman (2.09,53) Tiffani Segerbrand (2.09,31) Marlene Pavlu Lewin (2.12,36) | 8.40,62  |
| 4×100 m medley  | Jönköpings SS Annie Hegmegi (1.05,35) Klara Thormalm (1.08,93) Hanna Eriksson (1.00,85) Alma Thormalm (57,25)    | 4.12,38  | Helsingborgs Simsällskap Julia Stenhård (1.05,97) Nelly Rasmusson (1.12,00) Ida Liljeqvist (1.01,09) Alicia Lundblad (56,94) | 4.16,00  | SK Laxen Hannah Fritz (1.10,53) Moa Bergdahl (1.10,07) Mellie Wijk (1.02,14) Tilde Morin (58,40)                      | 4.21,14  |

### Herrar
| Gren            | Guld | Guld     | Silver | Silver   | Brons | Brons    |
| 50 m frisim     | Olle Sköld SK Neptun | 23,10    | Jonathan Kling Eskilstuna Simklubb                                                                                    | 23,20    | Robin Andréasson Mölndals allmänna simsällskap                                                                                | 23,54    |
| 100 m frisim    | Robin Hanson Spårvägen Simförening                                                                                      | 50,51    | Olle Sköld SK Neptun                                                                                                  | 51,10    | Emil Hassling Landskrona Simsällskap                                                                                          | 51,15    |
| 200 m frisim    | Victor Johansson Jönköpings SS                                                                                          | 1.50,59  | Adam Paulsson SK Elfsborg                                                                                             | 1.50,61  | Marcus Holmquist Jönköpings SS                                                                                                | 1.53,48  |
| 400 m frisim    | Victor Johansson Jönköpings SS                                                                                          | 3.52,48  | Adam Paulsson SK Elfsborg                                                                                             | 3.52,99  | William Lulek SK Neptun | 4.01,78  |
| 800 m frisim    | Victor Johansson Jönköpings SS                                                                                          | 8.17,73  | Lucas Humling Linköpings Allmänna Simsällskap                                                                         | 8.29,95  | Mikael Söderberg Upsala Simsällskap                                                                                           | 8.36,03  |
| 1 500 m frisim  | Victor Johansson Jönköpings SS                                                                                          | 15.53,17 | Mikael Söderberg Upsala Simsällskap                                                                                   | 16.17,77 | Lucas Humling Linköpings Allmänna Simsällskap                                                                                 | 16.19,15 |
|                 | |          | |          | |          |
| 50 m ryggsim    | Gustav Hökfelt SK Neptun                                                                                                | 25,63    | Simon Sjödin SK Neptun                                                                                                | 25,87    | Robin Hanson Spårvägen Simförening                                                                                            | 26,60    |
| 100 m ryggsim   | Samuel Törnqvist Täby Sim                                                                                               | 57,12    | Emil Hassling Landskrona Simsällskap                                                                                  | 58,06    | Emil Kernen Norrköpings Kappsimningsklubb                                                                                     | 58,30    |
| 200 m ryggsim   | William Lulek SK Neptun                                                                                                 | 2.05,03  | Melker Olsson SK Elfsborg                                                                                             | 2.05,38  | Gustav Henriksen Spårvägen Simförening                                                                                        | 2.07,48  |
|                 | |          | |          | |          |
| 50 m bröstsim   | Daniel Räisänen Täby Sim                                                                                                | 28,53    | Tom Andersson Linköpings Allmänna Simsällskap                                                                         | 28,76    | Petter Cyrén Linköpings Allmänna Simsällskap                                                                                  | 28,85    |
| 100 m bröstsim  | Adam Paulsson SK Elfsborg                                                                                               | 1.02,98  | Daniel Räisänen Täby Sim                                                                                              | 1.03,12  | Tom Andersson Linköpings Allmänna Simsällskap                                                                                 | 1.04,62  |
| 200 m bröstsim  | Adam Paulsson SK Elfsborg                                                                                               | 2.14,73  | William Lulek SK Neptun                                                                                               | 2.18,07  | Patric Ridell SK Neptun | 2.20,23  |
|                 | |          | |          | |          |
| 50 m fjärilsim  | Simon Sjödin SK Neptun                                                                                                  | 24,46    | Albin Lövgren Jönköpings SS                                                                                           | 24,52    | Daniel Räisänen Täby Sim | 24,96    |
| 100 m fjärilsim | Oskar Hoff Landskrona Simsällskap                                                                                       | 53,97    | Robin Hanson Spårvägen Simförening                                                                                    | 54,02    | Simon Sjödin SK Neptun | 54,20    |
| 200 m fjärilsim | Victor Klingeryd Jalamo Helsingborgs Simsällskap                                                                        | 2.03,91  | Samuel Törnqvist Täby Sim                                                                                             | 2.06,21  | Mattias Grynning Linköpings Allmänna Simsällskap                                                                              | 2.08,26  |
|                 | |          | |          | |          |
| 200 m medley    | Adam Paulsson SK Elfsborg                                                                                               | 2.03,08  | William Lulek SK Neptun                                                                                               | 2.04,16  | Linus Kahl Landskrona Simsällskap                                                                                             | 2.06,71  |
| 400 m medley    | Adam Paulsson SK Elfsborg                                                                                               | 4.20,21  | William Lulek SK Neptun                                                                                               | 4.23,52  | Mikael Söderberg Upsala Simsällskap                                                                                           | 4.35,96  |
|                 | |          | |          | |          |
| 4×100 m frisim  | SK Neptun Olle Sköld (50,92) Gustav Hökfelt (51,01) William Lulek (52,34) Simon Sjödin (51,58)                          | 3.25,85  | Helsingborgs Simsällskap John Brolin (51,48) Daniel Kertes (51,32) Johan Rydahl (51,68) Stefan Varga (51,76)          | 3.26,24  | Jönköpings SS Marcus Holmquist (50,98) Victor Johansson (51,88) Albin Lövgren (51,67) Victor Tremblay (52,81)                 | 3.27,34  |
| 4×200 m frisim  | Spårvägen Simförening Adam Karlsson (1.56,49) Isak Eliasson (1.51,88) Gustav Henriksen (1.55,99) Robin Hanson (1.48,81) | 7.33,17  | Jönköpings SS Marcus Holmquist (1.51,87) Albin Lövgren (1.57,10) Victor Tremblay (1.56,12) Victor Johansson (1.50,21) | 7.35,30  | SK Neptun Wiggo Frohde (1.56,17) Olle Sköld (1.54,10) William Lulek (1.52,98) Simon Sjödin (1.53,72)                          | 7.36,97  |
| 4×100 m medley  | SK Neptun Gustav Hökfelt (56,18) Patric Ridell (1.04,17) Simon Sjödin (53,07) Olle Sköld (50,12)                        | 3.43,54  | SK Elfsborg Melker Olsson (58,48) Adam Paulsson (1.01,82) David Reinholdsson (56,83) Anes Cavka (51,08)               | 3.48,21  | Helsingborgs Simsällskap Stefan Varga (58,63) August Mathisen (1.03,96) Victor Klingeryd Jalamo (55,19) Daniel Kertes (50,76) | 3.48,54  |

## JSM

### Damer
| Gren            | Guld                                   | Guld     | Silver                                 | Silver   | Brons                                           | Brons    |
| 50 m frisim     | Sofia Åstedt SK Elfsborg               | 26,18    | Gloria Muzito Njurunda Simsällskap     | 26,23    | Elvira Mörtstrand Västerås Simsällskap          | 26,95    |
| 100 m frisim    | Sofia Åstedt SK Elfsborg               | 56,97    | Gloria Muzito Njurunda Simsällskap     | 57,07    | Elvira Mörtstrand Västerås Simsällskap          | 57,33    |
| 200 m frisim    | Elvira Mörtstrand Västerås Simsällskap | 2.03,80  | Sofia Åstedt SK Elfsborg               | 2.04,83  | Emilia Rönningdal Simklubben S 71               | 2.06,10  |
| 400 m frisim    | Lucie Hanquet Göteborg Sim             | 4.21,58  | Elvira Mörtstrand Västerås Simsällskap | 4.24,39  | Moa Holmquist Jönköpings SS                     | 4.25,06  |
| 800 m frisim    | Lucie Hanquet Göteborg Sim             | 9.02,32  | Olivia Hansson Kiviks Simklubb         | 9.11,28  | Moa Holmquist Jönköpings SS                     | 9.21,42  |
| 1 500 m frisim  | Lucie Hanquet Göteborg Sim             | 17.12,37 | Johanna Edgren Göteborg Sim            | 17.59,63 | Thilde Smedbäck Linköpings Allmänna Simsällskap | 18.14,42 |
|                 |                                        |          |                                        |          |                                                 |          |
| 50 m ryggsim    | Alice Velden Solna Sundbyberg SS 04    | 29,71    | Trine Forss Jönköpings SS              | 29,80    | Mollie Morfelt Malmö Kappsimningsklubb          | 30,10    |
| 100 m ryggsim   | Annie Hegmegi Jönköpings SS            | 1.04,92  | Elise Öberg Njurunda Simsällskap       | 1.05,29  | Magdalena Hagsten Skarda Örebro Simallians      | 1.05,61  |
| 200 m ryggsim   | Annie Hegmegi Jönköpings SS            | 2.19,95  | Linnea Gipperth Spårvägen Simförening  | 2.20,81  | Elise Öberg Njurunda Simsällskap                | 2.20,83  |
|                 |                                        |          |                                        |          |                                                 |          |
| 50 m bröstsim   | Cecilia Viberg Stockholms KK           | 32,00    | Moa Bergdahl SK Laxen                  | 32,41    | Julia Månsson Örebro Simallians                 | 32,46    |
| 100 m bröstsim  | Moa Bergdahl SK Laxen                  | 1.10,56  | Cecilia Viberg Stockholms KK           | 1.11,07  | Julia Månsson Örebro Simallians                 | 1.11,46  |
| 200 m bröstsim  | Moa Bergdahl SK Laxen                  | 2.35,24  | Hilja Schimmel Skövde Simsällskap      | 2.35,67  | Julia Månsson Örebro Simallians                 | 2.36,30  |
|                 |                                        |          |                                        |          |                                                 |          |
| 50 m fjärilsim  | Isabelle Sering Trelleborg Sim         | 28,43    | Hilja Schimmel Skövde Simsällskap      | 28,48    | Mellie Wijk SK Laxen                            | 28,62    |
| 100 m fjärilsim | Mellie Wijk SK Laxen                   | 1.02,74  | Thea Brünjes Kiviks Simklubb           | 1.03,77  | Sofia Abrahamsson Uddevalla Sim                 | 1.03,78  |
| 200 m fjärilsim | Thea Brünjes Kiviks Simklubb           | 2.19,04  | Mellie Wijk SK Laxen                   | 2.20,67  | Cornelia Johansson Jönköpings SS                | 2.22,23  |
|                 |                                        |          |                                        |          |                                                 |          |
| 200 m medley    | Annie Hegmegi Jönköpings SS            | 2.21,50  | Emilia Rönningdal Simklubben S 71      | 2.22,26  | Tea Winblad Malmö Kappsimningsklubb             | 2.22,97  |
| 400 m medley    | Lucie Hanquet Göteborg Sim             | 4.57,85  | Tea Winblad Malmö Kappsimningsklubb    | 5.00,57  | Lina Nielsen Uddevalla Sim                      | 5.08,12  |

### Herrar
| Gren            | Guld                                          | Guld     | Silver                                        | Silver   | Brons                                        | Brons    |
| 50 m frisim     | John Brolin Helsingborgs Simsällskap          | 23,82    | Felix Jedbratt Mölndals allmänna simsällskap  | 24,07    | Oscar Wilhelmsson Örebro Simallians          | 24,25    |
| 100 m frisim    | John Brolin Helsingborgs Simsällskap          | 52,16    | Oscar Wilhelmsson Örebro Simallians           | 52,41    | Gustav Henriksen Spårvägen Simförening       | 53,03    |
| 200 m frisim    | John Brolin Helsingborgs Simsällskap          | 1.53,68  | Rasmus Hanson Spårvägen Simförening           | 1.56,14  | Felix Jedbratt Mölndals allmänna simsällskap | 1.56,49  |
| 400 m frisim    | Lucas Humling Linköpings Allmänna Simsällskap | 4.08,40  | Rasmus Hanson Spårvägen Simförening           | 4.09,90  | Anton Jansson SK Poseidon                    | 4.10,24  |
| 800 m frisim    | Lucas Humling Linköpings Allmänna Simsällskap | 8.29,95  | Mikael Söderberg Upsala Simsällskap           | 8.36,03  | Ivar Simonsson Väsby Simsällskap             | 8.42,03  |
| 1 500 m frisim  | Mikael Söderberg Upsala Simsällskap           | 16.17,77 | Lucas Humling Linköpings Allmänna Simsällskap | 16.19,15 | Ivar Simonsson Väsby Simsällskap             | 16.41,67 |
|                 |                                               |          |                                               |          |                                              |          |
| 50 m ryggsim    | Gustav Henriksen Spårvägen Simförening        | 26,76    | Emil Kernen Norrköpings Kappsimningsklubb     | 26,86    | Lucas Sterling Västerås Simsällskap          | 27,32    |
| 100 m ryggsim   | Emil Kernen Norrköpings Kappsimningsklubb     | 58,30    | Gustav Henriksen Spårvägen Simförening        | 58,55    | Lucas Sterling Västerås Simsällskap          | 1.00,17  |
| 200 m ryggsim   | Gustav Henriksen Spårvägen Simförening        | 2.07,48  | Emil Kernen Norrköpings Kappsimningsklubb     | 2.10,55  | Lucas Sterling Västerås Simsällskap          | 2.12,69  |
|                 |                                               |          |                                               |          |                                              |          |
| 50 m bröstsim   | Lukas Malmström Skuru IK                      | 29,10    | Linus Forsgren SK Triton                      | 29,83    | John Brolin Helsingborgs Simsällskap         | 30,15    |
| 100 m bröstsim  | Hjalmar Mueller SK Neptun                     | 1.06,05  | Lukas Malmström Skuru IK                      | 1.06,30  | Elliot Fielder Motala SS                     | 1.06,66  |
| 200 m bröstsim  | Hjalmar Mueller SK Neptun                     | 2.23,38  | Elliot Fielder Motala SS                      | 2.24,69  | Anton Hegmegi Jönköpings SS                  | 2.26,00  |
|                 |                                               |          |                                               |          |                                              |          |
| 50 m fjärilsim  | David Reinholdsson SK Elfsborg                | 25,29    | Linus Forsgren SK Triton                      | 25,53    | Carl Wennerholm Stockholms KK                | 25,59    |
| 100 m fjärilsim | Erik Stensson Värnamo Simsällskap             | 56,97    | David Falk SK Poseidon                        | 57,07    | Carl Wennerholm Stockholms KK                | 57,09    |
| 200 m fjärilsim | Ian Hangård SK Poseidon                       | 2.08,77  | Dennis Partanen Jönköpings SS                 | 2.10,84  | Gabriel Eriksson Jönköpings SS               | 2.12,14  |
|                 |                                               |          |                                               |          |                                              |          |
| 200 m medley    | Anton Hegmegi Jönköpings SS                   | 2.11,41  | Mikael Söderberg Upsala Simsällskap           | 2.12,46  | Alan Jovic Helsingborgs Simsällskap          | 2.13,37  |
| 400 m medley    | Mikael Söderberg Upsala Simsällskap           | 4.35,96  | Anton Hegmegi Jönköpings SS                   | 4.42,08  | Ragnar Simonsson Väsby Simsällskap           | 4.46,53  |